# Inês Sabino
Inês Sabino Pinho Maia (Salvador, 31 de dezembro de 1853 - Rio de Janeiro, 13 de setembro de 1911) foi uma escritora brasileira. É uma das poucas escritoras brasileiras do século XIX.

## Biografia
Inês Sabino nasceu em [[31 de dezembro de 1853 em Salvador, Bahia, filha de Gertrudes Pereira Alves Maciel e do médico Sabino Olegário Ludgero Pinto. Ainda criança mudou-se com a família para Pernambuco e depois, por vontade do pai, foi estudar na Inglaterra. Com o falecimento do pai, retornou ao Pernambuco onde começou a ser discípula do filósofo Tobias Barreto. Fez parte da sociedade abolicionista Aves Libertas, que tinha somente mulheres como membros, fundada por Leonor Porto.
Casou-se com o  português Francisco de Oliveira Maia (1849-1920), comerciante no Recife, e desse casamento teve uma filha, Alice (1887-1967). Sua filha Alice se casara como o jornalista Manoel Tapajós Gomes, sendo pais de Paulo Tapajós.
Mudou-se para São Paulo e depois para o Rio de Janeiro.  
Inês demonstrava preocupação com a falta de visibilidade e a condição das mulheres na sociedade brasileira e nesse período lançou seu livro mais famoso, Mulheres Ilustres do Brasil (1899), um pequeno dicionário biográfico publicado pela Editora Garnier.  Faleceu em 13 de setembro de 1911.

## Obras
- Aves Libertas (1886)
- Impressões (1887)
- Contos e Lapidações (1891)
- Noites Brasileiras (1897)
- Almanach Luso Brasileiro (1897)
- Lutas do Coração (1898)
- Mulheres Ilustres do Brasil (1899)

Publicou também Rosas Pálidas (poesias, s/d) e Almas de Artista (s/d). 